# Cleveland Browns 2013
La stagione 2013 dei Cleveland Browns è stata la 65ª della franchigia, la 61ª nella National Football League e la prima e unica con Rob Chudzinski come capo-allenatore. La squadra veniva da un record di 5–11 del 2012, vincendo una gara in meno e terminando la sesta stagione consecutiva con almeno 11 sconfitte, mancando l'accesso ai playoff per l'undicesimo anno consecutivo. 

## Scelte nel Draft 2013

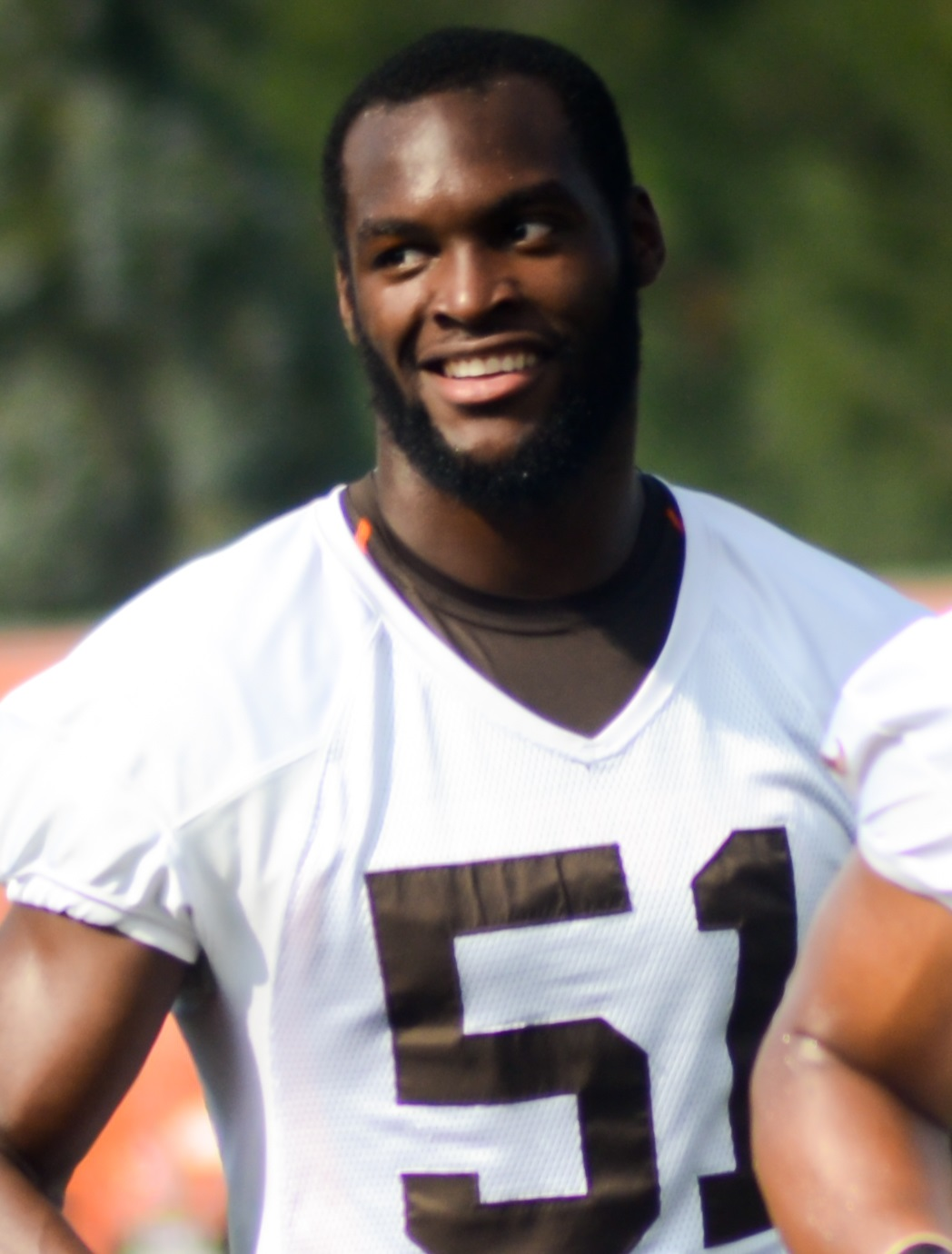
Barkevious Mingo fu la scelta del primo giro dei Browns nel Draft 2013

| Scelte dei Browns nel Draft 2013 |        |                   |       |                 |        |
| Giro                             | Scelta | Giocatore         | Ruolo | College         | Note   |
| 1                                | 6      | Barkevious Mingo  | OLB   | LSU             |        |
| 3                                | 68     | Leon McFadden     | CB    | San Diego State |        |
| 6                                | 175    | Jamoris Slaughter | S     | Notre Dame      |        |
| 7                                | 217    | Armonty Bryant    | DE    | East Central    | Da MIA |
| 7                                | 227    | Garrett Gilkey    | OG    | Chadron State   | Da CIN |

## Roster
| Roster dei Cleveland Browns nel 2013 |
| --- |
| Quarterback - 17 Jason Campbell - 3 Brandon Weeden Running Back - 27 Edwin Baker - 26 Willis McGahee - 25 Chris Ogbonnaya - 35 Fozzy Whittaker KR Wide Receiver - 88 Josh Cooper - 12 Josh Gordon - 18 Greg Little - 85 Brian Tyms Tight End - 82 Gary Barnidge - 84 Jordan Cameron - 47 MarQueis Gray FB/H-B/QB - 83 Keavon Milton - 87 Andre Smith Offensive Linemen - 75 Oniel Cousins T/G - 78 Reid Fragel T - 65 Garrett Gilkey T - 77 John Greco G - 66 Shawn Lauvao G - 55 Alex Mack C - 62 Jason Pinkston G - 72 Mitchell Schwartz T - 73 Joe Thomas T - 64 Martin Wallace T Defensive Linemen - 93 John Hughes NT - 67 Ishmaa'ily Kitchen NT - 71 Ahtyba Rubin DE - 70 Brian Sanford DE - 98 Phil Taylor NT - 90 Billy Winn DE Linebacker - 95 Armonty Bryant OLB - 59 Tank Carder ILB - 50 Darius Eubanks ILB - 96 Paul Hazel OLB - 52 D'Qwell Jackson ILB - 99 Paul Kruger OLB - 56 Eric Martin OLB - 51 Barkevious Mingo OLB - 53 Craig Robertson ILB - 97 Jabaal Sheard OLB Defensive Back - 24 Johnson Bademosi FS - 39 Tashaun Gipson FS - 23 Joe Haden CB - 29 Leon McFadden CB - 38 Julian Posey CB/S - 33 Jordan Poyer SS - 22 Buster Skrine CB - 43 T.J. Ward SS Special Team - 8 Billy Cundiff K - 5 Spencer Lanning P - 57 Christian Yount LS Lista delle riserve - 37 Josh Aubrey SS (IR) - 80 Travis Benjamin WR (IR) - 15 Davone Bess WR (NF-Ill.) - 8 Brandon Bogotay K (IR) - 92 Desmond Bryant DE (NF-Ill.) - 70 Chris Faulk OL (NF-Inj.) - 54 Quentin Groves LB (IR) - 6 Brian Hoyer QB (IR) - 11 Charles Johnson WR (NF-Inj.) - 28 Dion Lewis RB (IR) - 58 Brandon Magee LB (IR) Squadra di allenamento - 34 Jamaine Cook RB - 81 Tori Gurley WR - 31 T.J. Heath CB - 79 Cam Henderson DE - 30 Jamoris Slaughter SS - 94 Justin Staples DE - 9 Conner Vernon WR - 61 Jeremiah Warren G |
| Legenda - I rookie sono in corsivo. - Il primo ruolo è il principale mentre gli eventuali successivi indicano i ruoli secondari. - (IR) sta per Injured Reserve ed indica la lista ristretta per un solo giocatore infortunato che può tornare ad allenarsi dopo la settimana 6 e a rientrare in prima squadra dopo che questa ha giocato 8 partite. - (NF-Inj.) / (NF-Ill.) stanno rispettivamente per Non-Football Injured e Non-Football Illness ed indicano le liste dove viene inserito un giocatore che ha un infortunio o una malattia non dipendente dal football americano. - (PUP) sta per Physically Unable to Perform ed indica la lista dove viene inserito un giocatore mentre è in attesa di recuperare la condizione fisica. Nella stagione regolare dopo la sesta partita giocata dalla propria squadra, il giocatore ha tempo tre settimane per riprendere ad allenarsi, più tre settimane aggiuntive dal suo rientro agli allenamenti per rientrare in prima squadra. |

## Calendario
| Stagione regolare |                         |                    |                    |                       |
| Turno             | Avversario              | Risultato          | Record             | Stadio                |
| 1                 | Miami Dolphins          | S 10–23            | 0–1                | FirstEnergy Stadium   |
| 2                 | at Baltimore Ravens     | S 6–14             | 0–2                | M&T Bank Stadium      |
| 3                 | at Minnesota Vikings    | V 31–27            | 1–2                | Mall of America Field |
| 4                 | Cincinnati Bengals      | V 17–6             | 2–2                | FirstEnergy Stadium   |
| 5                 | Buffalo Bills           | V 37–24            | 3–2                | FirstEnergy Stadium   |
| 6                 | Detroit Lions           | S 17–31            | 3–3                | FirstEnergy Stadium   |
| 7                 | at Green Bay Packers    | S 13–31            | 3–4                | Lambeau Field         |
| 8                 | at Kansas City Chiefs   | S 17–23            | 3–5                | Arrowhead Stadium     |
| 9                 | Baltimore Ravens        | V 24–18            | 4–5                | FirstEnergy Stadium   |
| 10                | Settimana di pausa      | Settimana di pausa | Settimana di pausa | Settimana di pausa    |
| 11                | at Cincinnati Bengals   | S 20–41            | 4–6                | Paul Brown Stadium    |
| 12                | Pittsburgh Steelers     | S 11–27            | 4–7                | FirstEnergy Stadium   |
| 13                | Jacksonville Jaguars    | S 28–32            | 4–8                | FirstEnergy Stadium   |
| 14                | at New England Patriots | S 26–27            | 4–9                | Gillette Stadium      |
| 15                | Chicago Bears           | S 31–38            | 4–10               | FirstEnergy Stadium   |
| 16                | at New York Jets        | S 13–24            | 4–11               | MetLife Stadium       |
| 17                | at Pittsburgh Steelers  | S 7–20             | 4–12               | Heinz Field           |

Nota: gli avversari della propria division sono in grassetto.

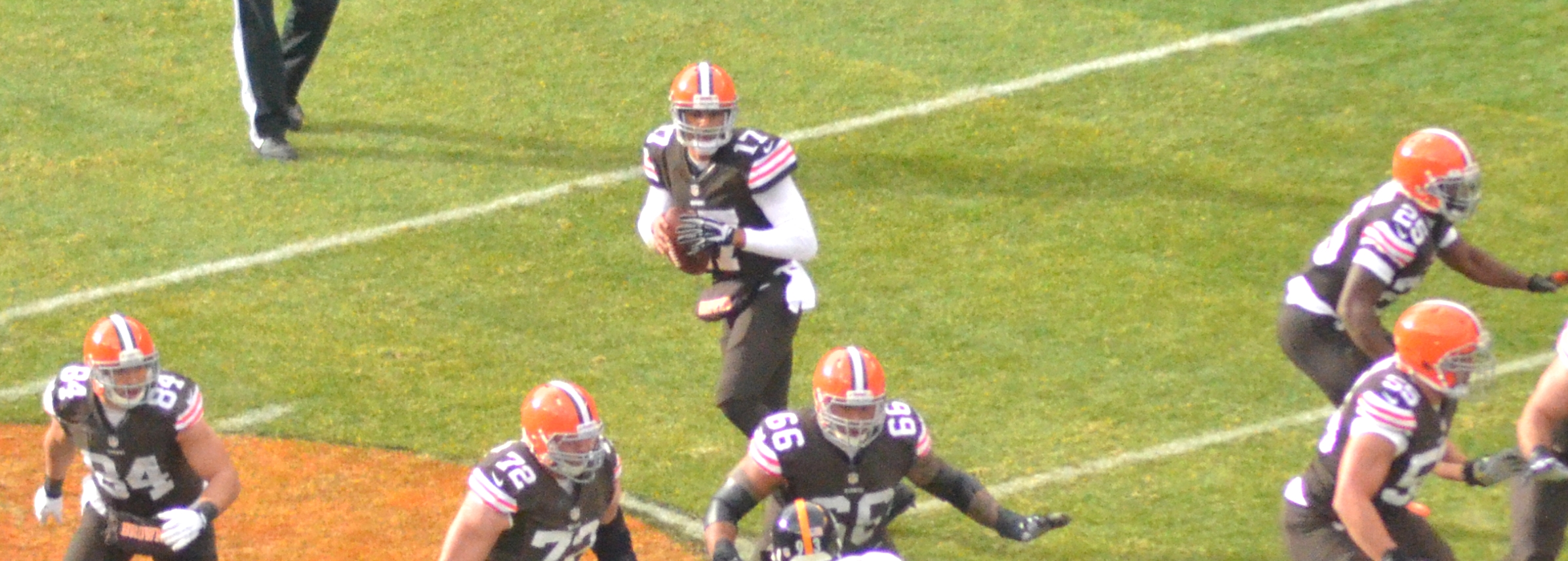
La partita del 24 novembre 2013 contro Pittsburgh

## Classifiche
| AFC North              | AFC North | AFC North | AFC North | AFC North | AFC North | AFC North | AFC North | AFC North | AFC North |
|                        | V         | S         | P         | %         | DIV       | CONF      | PF        | PS        | STR       |
| ---------------------- | --------- | --------- | --------- | --------- | --------- | --------- | --------- | --------- | --------- |
| (3) Cincinnati Bengals | 11        | 5         | 0         | .688      | 3–3       | 8–4       | 430       | 305       | V2        |
| Pittsburgh Steelers    | 8         | 8         | 0         | .500      | 4–2       | 6–6       | 379       | 370       | V3        |
| Baltimore Ravens       | 8         | 8         | 0         | .500      | 3–3       | 6–6       | 320       | 352       | S2        |
| Cleveland Browns       | 4         | 12        | 0         | .250      | 2–4       | 3–9       | 308       | 406       | S7        |